# 希氏小脂鯉
希氏小脂鯉，為輻鰭魚綱脂鯉目脂鯉亞目脂鯉科的其中一個種。分布於南美洲巴拉那河、聖弗朗西斯科河、托坎廷斯河及亞馬遜河流域，體長可達50~75公分，棲息在底中層水域，生活習性不明。